# Алієв Гасан Гасан-огли
Гасан Гасан-огли Алієв (азерб. Həsən Həsən oğlu Əliyev; нар. 14 листопада 1989, Ґазах) — азербайджанський борець греко-римського стилю, бронзовий призер та чемпіон світу, чемпіон, срібний та триразовий бронзовий призер чемпіонатів Європи, переможець, срібний та дворазовий бронзовий призер кубків світу, бронзовий призер Європейських ігор, учасник Олімпійських ігор.

## Біографія
Боротьбою почав займатися з 1997 року. У 2006 році став срібним призером чемпіонату Європи серед кадетів. Чемпіон Європи 2008 та 2009 років серед юніорів. У 2009 році став також чемпіоном світу серед юніорів.
Виступає за спортивний клуб «Нефтчі» Баку.

## Спортивні результати на міжнародних змаганнях

### Виступи на Олімпіадах
| Змагання                    | Збірна      | Вагова категорія | Місце |
| --------------------------- | ----------- | ---------------- | ----- |
| Літні Олімпійські ігри 2012 | Азербайджан | 60 кг            | 5     |

### Виступи на Чемпіонатах світу
| Змагання                        | Збірна      | Вагова категорія | Місце  |
| ------------------------------- | ----------- | ---------------- | ------ |
| Чемпіонат світу з боротьби 2010 | Азербайджан | 60 кг            | Золото |
| Чемпіонат світу з боротьби 2011 | Азербайджан | 60 кг            | 7      |
| Чемпіонат світу з боротьби 2013 | Азербайджан | 66 кг            | 5      |
| Чемпіонат світу з боротьби 2014 | Азербайджан | 66 кг            | 5      |
| Чемпіонат світу з боротьби 2015 | Азербайджан | 66 кг            | 31     |
| Чемпіонат світу з боротьби 2016 | Азербайджан | 71 кг            | Бронза |

### Виступи на Чемпіонатах Європи
| Змагання                         | Збірна      | Вагова категорія | Місце  |
| -------------------------------- | ----------- | ---------------- | ------ |
| Чемпіонат Європи з боротьби 2010 | Азербайджан | 60 кг            | Золото |
| Чемпіонат Європи з боротьби 2011 | Азербайджан | 60 кг            | Бронза |
| Чемпіонат Європи з боротьби 2013 | Азербайджан | 66 кг            | Бронза |
| Чемпіонат Європи з боротьби 2014 | Азербайджан | 66 кг            | Срібло |
| Чемпіонат Європи з боротьби 2016 | Азербайджан | 71 кг            | Бронза |
| Чемпіонат Європи з боротьби 2017 | Азербайджан | 71 кг            | 7      |

### Виступи на Європейських іграх
| Змагання              | Збірна      | Вагова категорія | Місце  |
| --------------------- | ----------- | ---------------- | ------ |
| Європейські ігри 2015 | Азербайджан | 66 кг            | Бронза |

### Виступи на Кубках світу
| Змагання                    | Збірна      | Вагова категорія | Місце  |
| --------------------------- | ----------- | ---------------- | ------ |
| Кубок світу з боротьби 2011 | Азербайджан | 60 кг            | Бронза |
| Кубок світу з боротьби 2014 | Азербайджан | 66 кг            | Бронза |
| Кубок світу з боротьби 2015 | Азербайджан | 66 кг            | Золото |
| Кубок світу з боротьби 2017 | Азербайджан | 71 кг            | Срібло |

### Виступи на інших змаганнях
| Змагання                                                  | Збірна      | Вагова категорія | Місце  |
| --------------------------------------------------------- | ----------- | ---------------- | ------ |
| Турнір Вехбі Емре 2010                                    | Азербайджан | 60 кг            | Золото |
| Золотий Гран-прі з боротьби 2010 (Сомбатгей)              | Азербайджан | 60 кг            | Золото |
| Золотий Гран-прі з боротьби 2010 (Баку)                   | Азербайджан | 60 кг            | Золото |
| Золотий Гран-прі з боротьби 2011                          | Азербайджан | 60 кг            | Золото |
| Золотий Гран-прі з боротьби 2012 (Стамбул)                | Азербайджан | 66 кг            | 11     |
| Гран-прі Німеччини з боротьби 2012                        | Азербайджан | 66 кг            | Срібло |
| Золотий Гран-прі з боротьби 2012 (Баку)                   | Азербайджан | 66 кг            | 10     |
| Меморіал Олега Караваєва 2012                             | Азербайджан | 66 кг            | Золото |
| Гран-прі Іспанії з боротьби 2013                          | Азербайджан | 66 кг            | Золото |
| Золотий Гран-прі з боротьби 2014                          | Азербайджан | 66 кг            | Золото |
| Золотий Гран-прі з боротьби 2015                          | Азербайджан | 66 кг            | Бронза |
| Чемпіонат світу з боротьби серед військовослужбовців 2016 | Азербайджан | 71 кг            | Золото |
| Золотий Гран-прі з боротьби 2016                          | Азербайджан | 71 кг            | Золото |
| Турнір Вехбі Емре 2017                                    | Азербайджан | 75 кг            | Бронза |
| Турнір Дана Колова — Николи Петрова 2017                  | Азербайджан | 71 кг            | 7      |